# Niedrigwasser-Informationsdienst Bayern
Der Niedrigwasser-Informationsdienst (NID) des Bayerischen Landesamtes für Umwelt in Augsburg ist nach dem Vorbild des Hochwassernachrichtendienst Bayern beim gleichen Landesamt angelegt. Er stellt seine Informationen für eine frühzeitige Reaktion auf durch Niedrigwasser verursachte Sachverhalte und Zusammenhänge in Flüssen und Seen Bayerns sowohl der Öffentlichkeit als auch der Wasserwirtschaft zur Verfügung.

## Aufgabe
Der Informationsdienst hat sich zur Aufgabe gestellt, die aufgrund der sich derzeit abzeichnenden Klimaänderung zu erwartende veränderte Niederschlagsverteilung im Hinblick auf Trockenperioden zu prognostizieren und dokumentieren. Darüber hinaus wird auf mögliche Auswirkungen von Niedrigwasser hingewiesen. Der NID stellt beispielsweise für Nordbayern Wassermangel fest. Dem wird durch Talsperren und Überleitung von Donauwasser in das Maingebiet entgegengewirkt.

## Datengewinnung
Zur Gewinnung der Daten wird hauptsächlich auf das automatisierte Messnetz der 550 Pegel zur Messung der Wasserstände und Abflüsse in bayerischen Flüssen und Seen zurückgegriffen. Ergänzt werden diese durch die Auswertung der Daten von weiteren 320 Niederschlags-Messstationen und den Messnetzen für Wasserqualität in Bayern.

## Veröffentlichung der Daten
Seit 2008 werden die erfassten Messwerte vom NID aufbereitet und im Internet sowohl kartografisch als auch tabellarisch nach zehn Regionen gegliedert veröffentlicht.
Abrufbar sind für die einzelnen Pegel aktuelle Messwerte, Statistiken, Stammdaten zu den Messstellen mit Lageangabe sowie Informationen zu besonderen Werten bei Niedrigwasser am jeweiligen Pegel. Als Grundlage für die Klassifizierung von Niedrigwasser werden Perzentilwerte herangezogen:
Als „niedrig“ wird ein Stand bewertet, wenn er unter 75 % aller erfassten Messwerte der jeweiligen Messstelle liegt. Ein „sehr niedriger“ Stand liegt dann vor, wenn er unter 90 % aller erfassten Messwerte an dieser Stelle liegt.
Ebenfalls publiziert werden Daten zu Grundwasser, Wassertemperatur und hydrologischem Abfluss.

## Entwicklung
Der NID dokumentiert und veröffentlicht in anschaulichen Dossiers Trockenperioden. Niedrigwasser-Berichte zu Niedrigwasser-Ereignissen werden aufbereitet und der Öffentlichkeit chronologisch zur Verfügung gestellt. Die ältesten Dossiers über Niedrigwasser-Ereignisse finden sich aus dem Jahr 1947.
Der Dienst wurde von 2008 bis 2011 schrittweise ausgebaut.